# Laura Velasco
Laura Velasco Martín (Madrid, 6 de junio de 1990) es una jugadora profesional de baloncesto.

## Trayectoria
Formada como jugadora en la cantera de Estudiantes, donde pasó por todas sus categorías hasta junior, ha militado en otros cuatro clubes de Liga Femenina 2, y todos con un denominador común: la comunidad de Madrid. CREF ¡Hola!, Real Canoe, Baloncesto Alcobendas y Distrito Olímpico. En total siete temporadas en la categoría de plata con cinco fases de ascenso a sus espaldas, todas ellas de forma consecutiva. Sin duda, unas de las mejores bases de Liga Femenina 2. En la 2013-2014 con Fundal Alcobendas y en la 2014-2015 con Plenilunio Distrito Olímpico, sus respectivos equipos lograron el ascenso a Liga Femenina, pero ninguno de los dos hizo efectivo lo conseguido deportivamente en la cancha. La temporada pasada disputó todos los encuentros con una media de 9’2 puntos, 4’7 rebotes y 2’2 asistencias, para una valoración de 12’6. Fue considerada una de las mejores bases la temporada 2015-2016. Es una jugadora capaz de controlar el tempo del partido adaptándose a lo que el equipo necesite. En la temporada 2016-17 en Araski, supo ganarse un sitio en la máxima categoría del baloncesto femenino, siendo su primer año demostró su saber estar en campo, su actitud y su control del partido. Toda una trayectoria donde los resultados deportivos lo avalan y demostrando su coraje, su trabajo y dedicación a este deporte.

## Clubes
- 1999-2000 (Preminibasket) La Salle Sagrado Corazón (Sagrado Corazón).
- 2003-2004 Estudiantes (ADECCO ESTUDIANTES "A" (Infantil).
- 2004-2005 Estudiantes (ADECCO ESTUDIANTES "B" (Cadete).
- 2005-2006 Estudiantes (ADECCO ESTUDIANTES "A" (Cadete).
- 2006-2007 Deportivo C.R.E.F. (C.R.E.F. ¡HOLA!) (Junior).
- 2007-2010 Deportivo C.R.E.F. [C.R.E.F. ¡HOLA! ALAMEDA DE OSUNA]. Desde la temporada 2009/2010 en Liga Femenina 2.
- 2010-2013 Real Canoe N.C. [CENTROS UNICO REAL CANOE N.C.] Liga Femenina 2.
- 2013-2014 Baloncesto Alcobendas (Fundal Alcobendas) Liga Femenina 2.
- 2014-2016 Distrito Olímpico (Plenilunio D.O.) Liga Femenina 2.[3]
- 2016-2017 Araski AES Liga Femenina.[4]
- 2017-2018 Movistar Estudiantes Liga Femenina.[5]

## Palmarés

### Campeonatos nacionales
| Título                          | Club       | País   | Año  |
| ------------------------------- | ---------- | ------ | ---- |
| Semifinalistas Copa de la Reina | Araski AES | España | 2017 |
| Semifinalistas Liga Femenina 1  | Araski AES | España | 2017 |